# Georges Arvanitas
Georges Arvanitas (ur. 13 czerwca 1931 w Marsylii, zm. 25 września 2005) – francuski muzyk jazzowy pochodzenia greckiego.

## Życiorys
Urodził się 13 czerwca 1931 w Marsylii w rodzinie greckich imigrantów. W wieku czterech lat rozpoczął naukę gry na fortepianie, jako nastolatek zainteresował się jazzem. Po odbyciu służby wojskowej mieszkał w Paryżu i działał w klubie Blue Note. Nagrał album pod tytułem 3 am, który został nagrodzony Prix Django Reinhardt oraz Prix Jazz Hot.
W 1965 współpracował z amerykańskimi muzykami Yusefem Lateefem i Tedem Cursonem, w wyniku czego powstał album pod tytułem The New Thing & the Blue Thing. Po powrocie do Francji wraz z Jackym Samsonem i Charlesem Saudraisem założył trio, które istniało do 1993. Z powodów zdrowotnych zrezygnował z kariery muzycznej w 2003.

## Odznaczenia[1]
- Kawaler Orderu Sztuki i Literatury (1985)
- Oficer Orderu Sztuki i Literatury (1996)

## Życie prywatne
Żonaty z Françoise, miał z nią córkę.